# Dolmen de Toriñuelo
El dolmen de Toriñuelo és un monument funerari i pertany a l'època Eneolítica, que és com se sol anomenar l'Edat del Coure. Està situat en els terrenys d'una granja a dos o tres quilòmetres de distància de Jerez de los Caballeros, pertanyent a la província de Badajoz, a la comunitat autònoma d'Extremadura, Espanya.
Té formada la cambra, que és de planta poligonal, amb pedres grans alçades, i sobre elles, per igualar les seves alçades i formar l'arrencada de la volta, hi ha unes filades de pedres desiguals i petites sobre l'aparell de les quals va servir de tancament una pedra enorme que fou desfeta en temps moderns, igual que la sostrada de la galeria. Aquesta només apareix apareix visible a una longitud de 7'34 m.; l'amplada de la mateixa a la seva sortida a la càmera és de 3'40 metres. Cinc pedres es conserven al costat de les pedres porten gravats figures o signes, entre ells diverses vegades el sol, una estrella i una figura que sens dubte vol representar un home. A la cambra hi havia una sepultura, la fossa de la qual estava de banda. Dins la càmera es van trobar ossos humans i d'animals, alguns gravats, i a més quatre trossos de quars, grocs, facetats, de singular transparència. Al Monticle que envoltava el monument es va trobar una destral d'Epidiorita.

## Galeria de Fotos

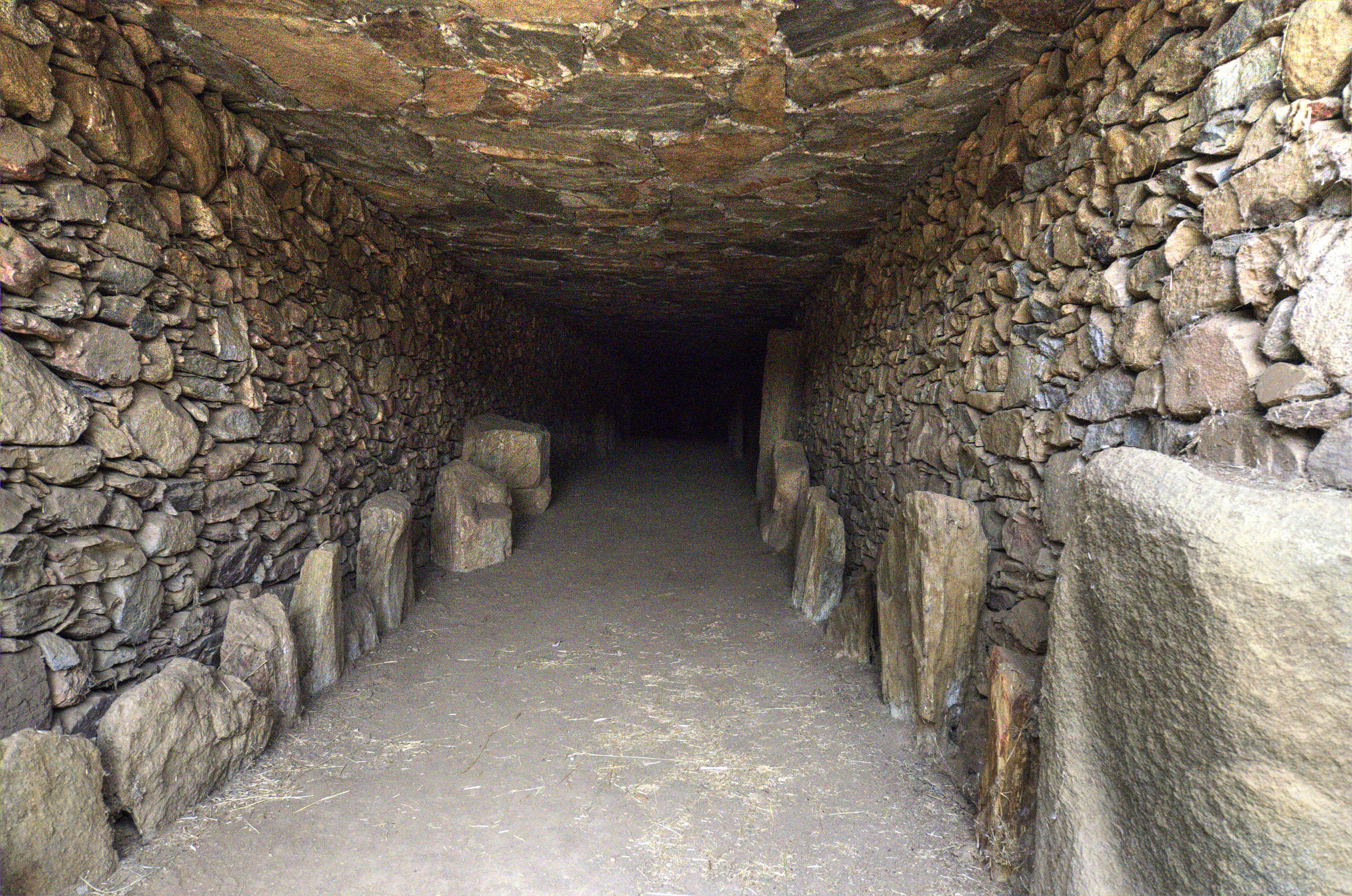
Corredor del Dolmen de Toriñuelo
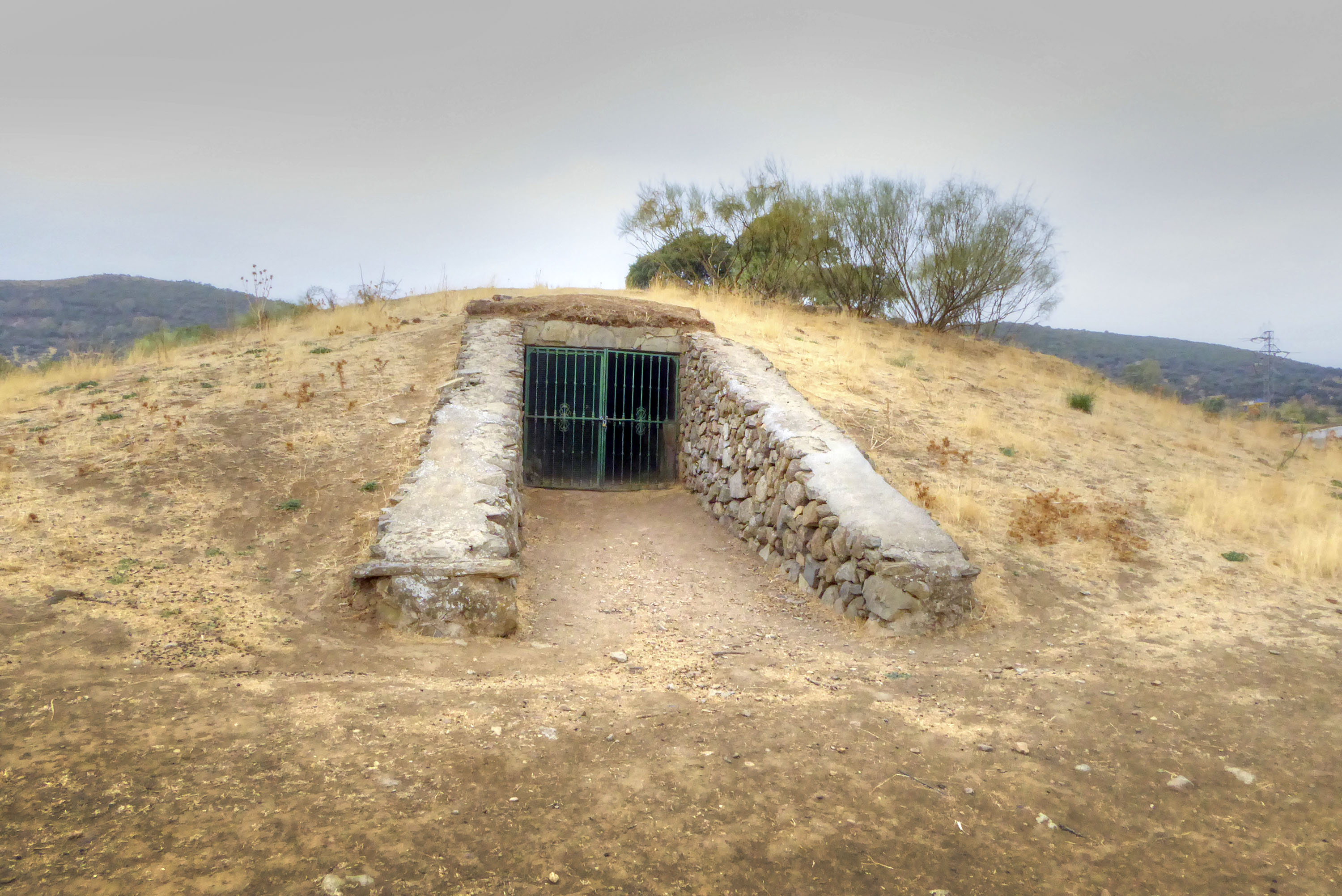
Entrada del Dolmen de Toriñuelo
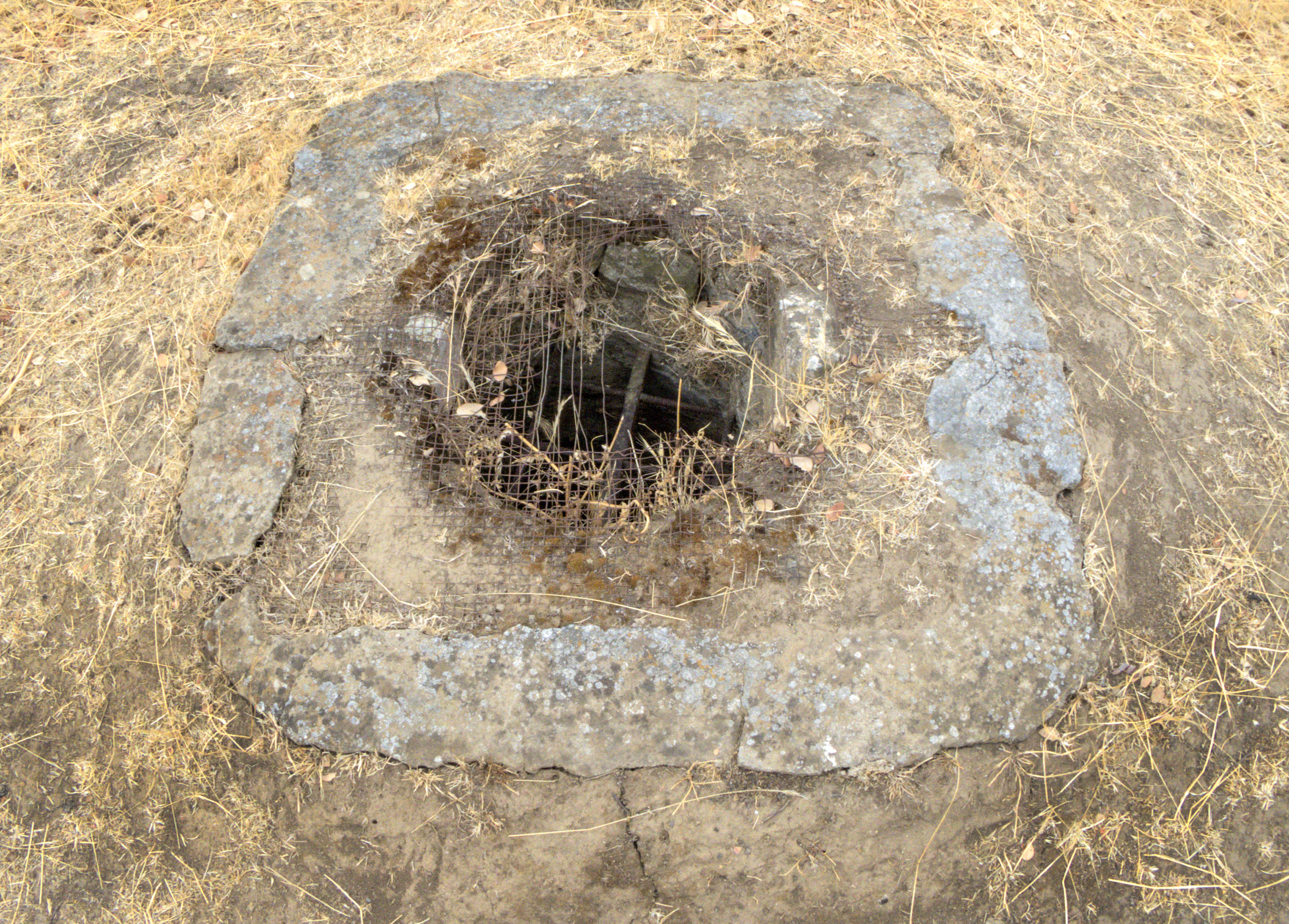
Orifici en la part superior de la falsa cúpula.
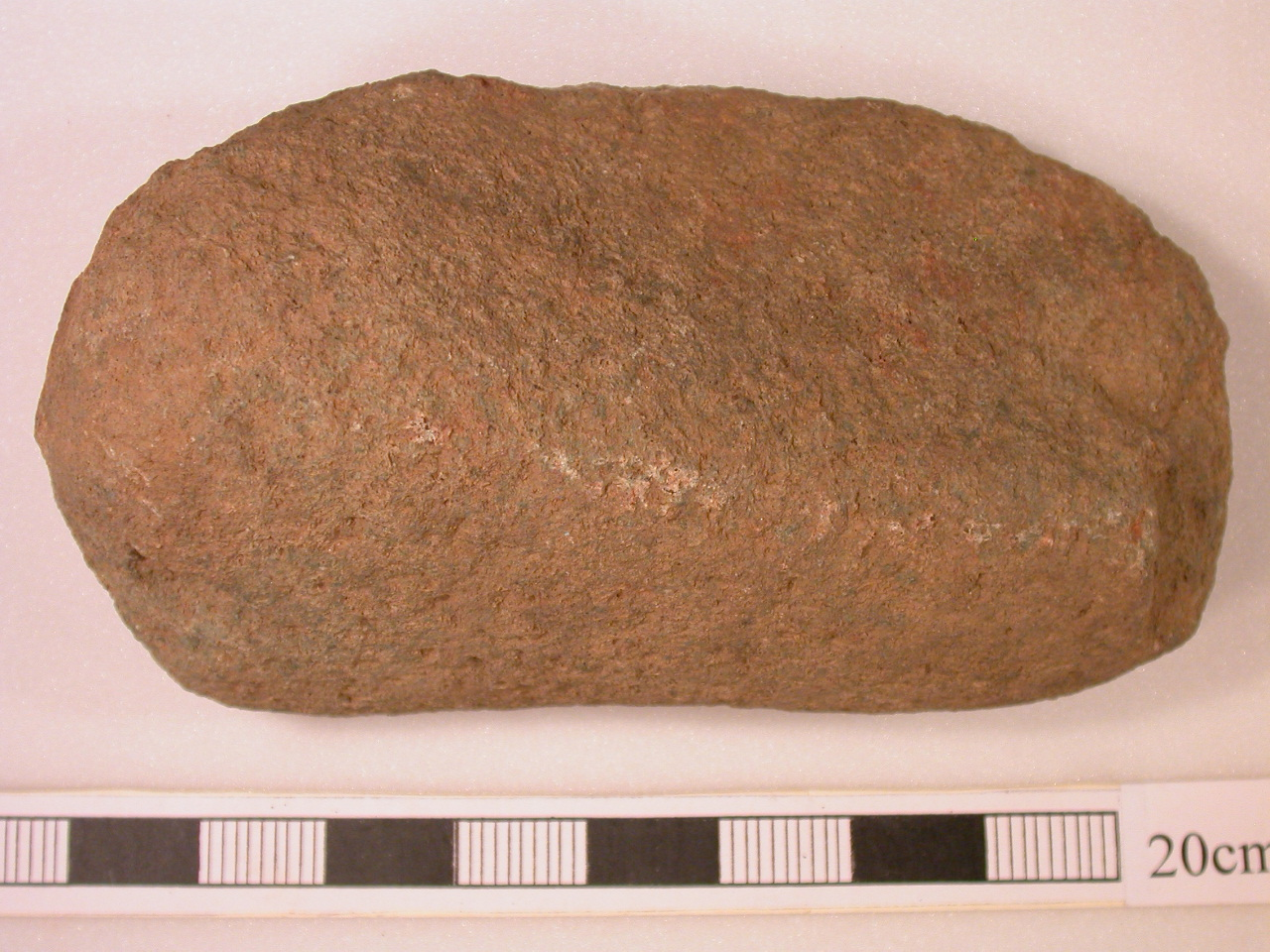
Muller o pedra d'afilar de l'edat del bronze (cara treballada)